# Colobicus marginatus
Colobicus marginatus is een keversoort uit de familie somberkevers (Zopheridae). De wetenschappelijke naam van de soort werd in 1807 gepubliceerd door Latreille.